# Rhodopina griseipes
Rhodopina griseipes är en skalbaggsart som beskrevs av Stefan von Breuning 1963. Rhodopina griseipes ingår i släktet Rhodopina och familjen långhorningar.
Artens utbredningsområde är Laos. Inga underarter finns listade i Catalogue of Life.